# سارق الإله
سارق الإله (بالإنجليزية: The God Stealer) هي قصة قصيرة للفنان الوطني الفلبيني فرانسيسكو سيونيل خوسيه.  ليست مجرد قصة عن قيام شعب إغوروت بسرقة صنم ديني،  ولكن أيضًا عن الصداقة التي نشأت بين الفلبيني والأمريكي، وهي تمثيل للعلاقة التي تطورت بين «المتأثر» و «المؤثر».